# California Gurls
California Gurls ist ein Popsong der US-amerikanischen Sängerin Katy Perry und des US-Rappers Snoop Dogg, der im Mai 2010 aus Perrys Album Teenage Dream ausgekoppelt wurde. Das Stück erreichte als zweite Single Perrys Platz eins der US-Charts.

## Entstehung und Hintergrund
California Gurls ist einer der bekanntesten Songs, der den Millennial Whoop einsetzt. Das Stück wurde von Katy Perry, Bonnie McKee, Calvin Broadus, Max Martin und Dr. Luke geschrieben und von Dr. Luke, Max Martin und Benny Blanco produziert. In Deutschland wurde das Lied beim Staffelfinale von Germany’s Next Topmodel uraufgeführt.
Ursprünglich hieß das Lied California Girls. Auf Wunsch ihres Managers änderte Katy Perry die Schreibweise in California Gurls. Dies soll zum Gedenken an Alex Chilton geschehen sein, einem Mitglied der Band Big Star, der im März des Jahres gestorben war. Der Titel ist eine Anspielung auf deren Lied September Gurls.
Am 6. August 2010 berichtete die New York Post von einer Urheberrechtsverletzung im Lied. Es handelt sich um die aus California Girls der Beach Boys aus dem Jahre 1965 übernommene Zeile „I wish they all could be California Girls“. Rondor Music, die die Rechte am Song der Beach Boys hält, forderte Perry auf, die beiden Autoren des Beach-Boys-Titels, Brian Wilson und Mike Love, als Co-Autoren zu benennen. Zudem seien die Autoren auch an den Einnahmen zu beteiligen. Die Beach Boys distanzierten sich von dieser Forderung und gaben bekannt, keine rechtlichen Schritte zu unternehmen.

## Musikvideo

### Hintergrund und Konzept
Das Musikvideo zu California Gurls wurde ab dem 14. Mai 2010 gedreht, Regie führte Matthew Cullen. Die offizielle Videopremiere fand am 6. Juni 2010 auf ihrer Facebook-Seite statt. In einem Interview mit MTV erklärte Perry die Idee hinter dem Musikvideo: „Es hat mit Süßigkeiten zu tun und man wird eine Strand-Szene erleben. Es ist definitiv etwas, was man sich ansehen sollte … Es ist alles ganz essbar. Wir nennen es ‚Candyfornia‘ anstatt California, so ist es eine verschiedene Welt. Es ist nicht, ‚Oh, lass uns zum Strand gehen und eine Party machen und dann drehen wir das Musikvideo!' Es ist mehr wie, 'Lasst uns Kalifornische Mädchen in eine andere Welt bringen!‘“

### Inhalt
Im Musikvideo ist Perry Teil des Spieles Candyfornia, das sich an Poker und weiteren Brettspielen anlehnt. Die Landschaft des Musikvideos ist von Alice im Wunderland, Charlie und die Schokoladenfabrik und dem Brettspiel Candy Land inspiriert. Die Landschaft ist mit kleinen Kuchen, Eis, Zuckerwatten und Lollipops dekoriert. Snoop Dogg erscheint im Musikvideo als König „Sugar Daddy“, der während des Spiels viele junge Frauen (die Königinnen von Candyfornia) mithilfe der Süßigkeiten gefangenhält. Als alle Frauen von Perry befreit wurden, führt sie sie zum Tanzen auf den Strand.
Nach einiger Zeit bekommt „Sugar Daddy“ mit, dass die Frauen frei sind, und läuft entzürnt und voller Wut mit einer Armee von Gummibären zum Strand. Perry besiegt diese mittels Schlagsahne, welche sie aus ihren Brüsten schießt. Danach ergibt sich „Sugar Daddy“ und wirft seine Krone weg; damit ist er sein Amt als König von Candyfornia los. Das Musikvideo endet mit einer Szene, in der Snoop Dogg von den Frauen bis zum Hals im Sand eingegraben wird und er die Schönheit der Frauen mit einem Kopfnicken bewundert; in Anlehnung an California Girls von den Beach Boys wünscht er sich, dass alle Frauen kalifornische Mädchen wären. Verschiedene Landstriche und Wahrzeichen von Kalifornien werden auch im Musikvideo verwendet, wie der Hollywood Walk of Fame, das Hollywood Sign und die Strände an der kalifornischen Westküste, die aus Süßigkeiten nachgebildet wurden.

## Kommerzieller Erfolg
“Potential single California Girls, with Snoop Dogg, is an effervescent toast to summer fun.”

„Die vielversprechende Single California Gurls mit Snoop Dogg ist ein spritziger Toast für den sommerlichen Spaß.“

### Chartplatzierungen
California Gurls debütierte am 12. Juni 2010 mit 294.000 verkauften Einheiten direkt auf Platz 2 der US-amerikanischen Billboard Hot 100 und auf Platz 1 der US-amerikanischen Downloadcharts. Die hohe Debütplatzierung machte California Gurls zu diesem Zeitpunkt zu ihrer zweiterfolgreichsten Single nach I Kissed a Girl (2008). In der Woche zum 19. Juni 2010 erreichte das Lied Platz 1 der Billboard Hot 100 und wurde Katy Perrys zweiter Nummer-eins-Hit und Snoop Doggs dritter in den USA. California Gurls wurde auch in den US-amerikanischen Pop-Charts ein Nummer-eins-Hit und insgesamt Perrys dritter. Das Lied debütierte am 10. Juli 2010 auf Platz 31 der US-amerikanischen Radio-Charts. Auch in den amerikanischen Dance-Charts wurde das Lied ein Nummer-eins-Hit und insgesamt Perrys zweiter. Bis zum Mai 2014 wurde das Lied in den USA über 5,3 Millionen Mal verkauft.
In Kanada debütierte California Gurls direkt auf Platz 1 der Canadian Hot 100 und wurde Katy Perrys dritter Nummer-eins-Hit in Kanada. In Belgien, Neuseeland und Norwegen debütierte das Lied in den Top-20 der Charts. Am 24. Mai 2010 debütierte California Gurls in Australien auf Platz 3 der Charts und erreichte eine Woche später Platz 1 der australischen Charts. Einige Wochen nach seiner Veröffentlichung wurde das Lied auch in Neuseeland ein Nummer-eins-Hit und wurde dort mit einer Goldenen Schallplatte ausgezeichnet.
In den britischen Charts debütierte California Gurls in der Woche zum 27. Juni 2010 mit 123.607 verkauften Einheiten direkt auf Platz 1 der britischen Charts und wurde dort Katy Perrys zweiter Nummer-eins-Hit. Die 123.607 verkauften Einheiten der Single in der ersten Woche nach seiner Veröffentlichung, sind die höchsten im Vereinigten Königreich im Jahr 2010, nach der Wohltätigkeits-Single Everybody Hurts von Helping Haiti. Nach zwei Wochen hat das Lied im Vereinigten Königreich über 216.000 Einheiten verkauft. Im Jahr 2021 wurde das Lied im Vereinigten Königreich mit einer doppelten Platin-Schallplatte ausgezeichnet, für über 1,2 Millionen verkaufte Einheiten.
Der Song erreichte in den Vereinigten Staaten, im Vereinigten Königreich, Kanada, Irland, Neuseeland und Australien Platz eins der Singlecharts. Darüber hinaus erreichte California Gurls auch die Spitzenposition der deutschen Airplaycharts.
| ChartsChartplatzierungen       | Höchstplatzierung | Wochen |
| ------------------------------ | ----------------- | ------ |
| Deutschland (GfK)              | 3 (37 Wo.)        | 37     |
| Österreich (Ö3)                | 3 (21 Wo.)        | 21     |
| Schweiz (IFPI)                 | 4 (27 Wo.)        | 27     |
| Vereinigte Staaten (Billboard) | 1 (27 Wo.)        | 27     |
| Vereinigtes Königreich (OCC)   | 1 (35 Wo.)        | 35     |

| ChartsJahrescharts (2010)      | Platzierung |
| ------------------------------ | ----------- |
| Deutschland (GfK)              | 20          |
| Österreich (Ö3)                | 16          |
| Schweiz (IFPI)                 | 18          |
| Vereinigte Staaten (Billboard) | 4           |
| Vereinigtes Königreich (OCC)   | 8           |

| ChartsJahrescharts (2010–2019) | Platzierung |
| ------------------------------ | ----------- |
| Vereinigte Staaten (Billboard) | 49          |

### Auszeichnungen für Musikverkäufe
| Land/Region                  | Auszeichnungen für Musikverkäufe (Land/Region, Auszeichnung, Verkäufe) | Verkäufe   |
| ---------------------------- | ---------------------------------------------------------------------- | ---------- |
| Australien (ARIA)            | 11× Platin                                                             | 770.000    |
| Belgien (BRMA)               | Gold                                                                   | 15.000     |
| Brasilien (PMB)              | 2× Platin                                                              | 120.000    |
| Dänemark (IFPI)              | Platin                                                                 | 90.000     |
| Deutschland (BVMI)           | Platin                                                                 | 300.000    |
| Frankreich (SNEP)            | —                                                                      | 140.000    |
| Italien (FIMI)               | Platin                                                                 | 30.000     |
| Japan (RIAJ)                 | Gold (Downloads) · + Gold (Mobile Downloads)                           | 200.000    |
| Kanada (MC)                  | Diamant (Single) · + Platin (Ringtone)                                 | 840.000    |
| Mexiko (AMPROFON)            | Gold                                                                   | 30.000     |
| Neuseeland (RMNZ)            | 4× Platin                                                              | 120.000    |
| Norwegen (IFPI)              | 3× Platin                                                              | 180.000    |
| Österreich (IFPI)            | 2× Platin                                                              | 60.000     |
| Schweden (IFPI)              | Platin                                                                 | 40.000     |
| Schweiz (IFPI)               | Platin                                                                 | 30.000     |
| Spanien (Promusicae)         | Gold                                                                   | 30.000     |
| Südkorea (KMCA)              | —                                                                      | 150.988    |
| Vereinigte Staaten (RIAA)    | Diamant                                                                | 10.000.000 |
| Vereinigtes Königreich (BPI) | 3× Platin                                                              | 1.800.000  |
| Insgesamt                    | 5× Gold · 31× Platin · 2× Diamant ·                                    | 14.945.988 |

Hauptartikel: Katy Perry/Auszeichnungen für Musikverkäufe

## Rekorde
- Mit California Gurls erreichte erstmals nach 43 Jahren wieder eine Single eines bei Capitol Records unter Vertrag stehenden Künstlers Platz eins in den US-amerikanischen Billboard Hot 100. Zuletzt gelang dies Bobbie Gentry mit seinem Lied Ode to Billie Joe.[29]
- California Gurls war das erste Lied, von dem in den USA im Jahr 2010 über mehrere Wochen hinweg jeweils über 300.000 digitale Einheiten verkauft wurden.[30]
- Innerhalb von sieben Wochen nach der Veröffentlichung wurden in den USA über 2 Millionen legale Downloadverkäufe von California Gurls gezählt. Erfolgreicher in diesem Zeitraum war lediglich Flo Ridas Right Round.[31]